# Groupe socialiste révolutionnaire
Ne doit pas être confondu avec Groupe révolution socialiste.
Le groupe socialiste révolutionnaire, est un groupe parlementaire socialiste à la Chambre des députés de la Troisième République française ayant existé en 1899, et de 1902 à 1905.

## Histoire

### Brève création
Le Groupe Socialiste Révolutionnaire est créé le 23 juin 1899 par des dissidents de l'Union Socialiste, opposés au nouveau gouvernement Pierre Waldeck-Rousseau auquel appartient le général Gaston de Galliffet, surnommé le « massacreur de la Commune ». Il est l'expression parlementaire du Parti socialiste révolutionnaire (PSR). Ils sont ensuite rejoints par les treize députés du Parti Ouvrier Français (POF), qui forment une « fraction parlementaire du parti » autonome. Ils se réunifient cependant le 12 décembre 1899, après le congrès général des organisations socialistes françaises ayant eu lieu du 3 au 8 décembre 1899, sous le nom du Groupe Parlementaire du Parti Socialiste.

### Refondation
À la suite des élections législatives des 27 avril et 11 mai 1902, révolutionnaires et réformistes ne s'entendent pas sur la position à tenir envers le gouvernement Émile Combes. Alors que Jean Jaurès et le PSF apportent un soutien partiel au Bloc des gauches, les députés du PSdF refusent toute participation à un « gouvernement bourgeois ». Ainsi, à l'ouverture de la législature, le groupe socialiste se scinde avec les formations de deux nouveaux groupes : d'un côté celui-ci, regroupant les proches de Jules Guesde, d'Édouard Vaillant et les blanquistes, et de l'autre le groupe Socialiste parlementaire. Le groupe ne compte que 12 membres lors de sa constitution le 31 mai 1902,, alors que le groupe des socialistes « jauressistes » compterait 37 élus.

### Disparition
Après le Congrès du Globe d'avril 1905 et son l'union au sein de la Section française de l'Internationale ouvrière (SFIO), il fusionne avec le groupe Socialiste parlementaire dans le groupe Socialiste unifié.

## Composition
| Législature                                  | Année | Nom                        | Abréviation | Nombre de députés | Évolution | %    |
| -------------------------------------------- | ----- | -------------------------- | ----------- | ----------------- | --------- | ---- |
| VIIe                                         | 1899  | Socialiste révolutionnaire | SR          | 24 / 620          | 24        | 3,87 |
| Disparition entre décembre 1899 et juin 1902 |       |                            |             |                   |           |      |
| VIIIe                                        | 1902  | Socialiste révolutionnaire | SR          | 12 / 589          | 12        | 2,04 |

### VIIelégislature
| Circonscription                                                             | Circonscription  | Nom                    | Parti | Parti       | Notes                  |
| --------------------------------------------------------------------------- | ---------------- | ---------------------- | ----- | ----------- | ---------------------- |
| Membres du groupe Socialiste révolutionnaire du 23 juin au 12 décembre 1899 |                  |                        |       |             |                        |
| Allier                                                                      | Allier           | Charles Sauvanet       |       | POF         |                        |
| Allier                                                                      | Allier           | Stéphane Létang        |       | PSR         |                        |
| Ardennes                                                                    | Ardennes         | Gaétan Albert-Poulain  |       | POSR        |                        |
| Ardennes                                                                    | Ardennes         | Élysée Lassalle        |       | POSR        |                        |
| Aude                                                                        | Aude             | Ernest Ferroul         |       | POF         | Élu le 26 février 1899 |
| Bouches-du-Rhône                                                            | Bouches-du-Rhône | Maximilien Carnaud     |       | POF puis SI |                        |
| Bouches-du-Rhône                                                            | Bouches-du-Rhône | Bernard Cadenat        |       | POF puis SI |                        |
| Cher                                                                        | Cher             | Jules-Louis Breton     |       | PSR         |                        |
| Gard                                                                        | Gard             | Ulysse Pastre          |       | POF puis SI |                        |
| Hérault                                                                     | Hérault          | Jean-Baptiste Bénézech |       | POF puis SI |                        |
| Indre                                                                       | Indre            | Jacques Dufour         |       | POF         |                        |
| Isère                                                                       | Isère            | Alexandre Zévaès       |       | POF         |                        |
| Rhône                                                                       | Rhône            | Philippe Krauss        |       | POF puis SI |                        |
| Rhône                                                                       | Rhône            | Henri Palix            |       | POF puis SI |                        |
| Seine                                                                       | Seine            | Victor Renou           |       | POSR        |                        |
| Seine                                                                       | Seine            | Victor Dejeante        |       | PSR-ACR     |                        |
| Seine                                                                       | Seine            | Arthur Groussier       |       | PSR-ACR     |                        |
| Seine                                                                       | Seine            | Jules Coutant          |       | PSR         |                        |
| Seine                                                                       | Seine            | Emmanuel Chauvière     |       | PSR         |                        |
| Seine                                                                       | Seine            | Édouard Vaillant       |       | PSR         |                        |
| Seine                                                                       | Seine            | Albert Walter          |       | PSR         |                        |
| Seine                                                                       | Seine            | Marcel Sembat          |       | PSR         |                        |
| Var                                                                         | Var              | Maurice Allard         |       | PSR         |                        |
| Guadeloupe                                                                  | Guadeloupe       | Hégésippe Légitimus    |       | POF puis SI |                        |

#### Répartition partisane à sa disparition
|                            |                                                                        |             |                   |
| Parti/étiquette politiques | Parti/étiquette politiques                                             | Abréviation | Nombre de députés |
|                            | Parti socialiste révolutionnaire                                       | PSR         | 8                 |
|                            | Parti ouvrier français puis Socialistes indépendants                   | POF puis SI | 7                 |
|                            | Parti ouvrier français                                                 | POF         | 4                 |
|                            | Parti ouvrier socialiste révolutionnaire                               | POSR        | 3                 |
|                            | Parti socialiste révolutionnaire - Alliance communiste révolutionnaire | PRS-ACR     | 2                 |

### VIIIelégislature
| Circonscription                               | Nom                | Parti | Parti | Groupe en mai 1905 |
| --------------------------------------------- | ------------------ | ----- | ----- | ------------------ |
| Membres du groupe Socialiste révolutionnaire, |                    |       |       |                    |
| Allier                                        | Paul Constans      |       | PSdF  | Socialiste unifié  |
| Allier                                        | Léon Thivrier      |       | PSdF  | Socialiste unifié  |
| Indre                                         | Jacques Dufour     |       | PSdF  | Socialiste unifié  |
| Nord                                          | Gustave Delory     |       | PSdF  | Socialiste unifié  |
| Loire                                         | Jean Piger         |       | PSdF  | Socialiste unifié  |
| Seine                                         | Victor Dejeante    |       | PSdF  | Socialiste unifié  |
| Seine                                         | Jules Coutant      |       | PSdF  | Socialiste unifié  |
| Seine                                         | Emmanuel Chauvière |       | PSdF  | Socialiste unifié  |
| Seine                                         | Marcel Sembat      |       | PSdF  | Socialiste unifié  |
| Seine                                         | Édouard Vaillant   |       | PSdF  | Socialiste unifié  |
| Seine                                         | Albert Walter      |       | PSdF  | Socialiste unifié  |
| Var                                           | Maurice Allard     |       | PSdF  | Socialiste unifié  |